# The Hurricane (1937)
The Hurricane is een Amerikaanse dramafilm uit 1937 onder regie van John Ford. Het scenario is gebaseerd op de gelijknamige roman uit 1936 van Amerikaanse auteurs Charles Nordhoff en James Norman Hall. De film werd destijds uitgebracht onder de titel Orkaan.

## Verhaal
Op een eiland in de Stille Zuidzee trouwen de inboorlingen Terangi en Marama. Als Terangi een blanke slaat, wordt hij tot zes maanden cel veroordeeld. Hij tracht twee keer te ontsnappen en wordt daarom veroordeeld tot een gevangenisstraf van zestien jaar. Zijn derde ontsnappingspoging lukt. Wanneer een orkaan voorbijtrekt, helpt Terangi de plaatselijke bevolking.

## Rolverdeling
| Acteur           | Personage          |
| ---------------- | ------------------ |
| Dorothy Lamour   | Marama             |
| Jon Hall         | Terangi            |
| Mary Astor       | Mevrouw DeLaage    |
| C. Aubrey Smith  | Pater Paul         |
| Thomas Mitchell  | Dokter Kersaint    |
| Raymond Massey   | Gouverneur DeLaage |
| John Carradine   | Warden             |
| Jerome Cowan     | Kapitein Nagle     |
| Al Kikume        | Opperhoofd Mehevi  |
| Kuulei De Clercq | Tita               |
| Layne Tom jr.    | Mako               |
| Mamo Clark       | Hitia              |
| Movita           | Arai               |